# Jämäsvaaran alue
Jämäsvaaran alue este o arie protejată (arie specială de conservare — SAC, sit de importanță comunitară — SCI) din Finlanda întinsă pe o suprafață de 3.257 ha, integral pe uscat.

## Localizare
Centrul sitului Jämäsvaaran alue este situat la coordonatele 63°58′21″N 29°27′57″E / 63.9725°N 29.4658°E.

## Înființare
Situl Jämäsvaaran alue a fost declarat sit de importanță comunitară în mai 2002 pentru a proteja 2 specii de plante și 3 specii de animale. Situl a fost protejat și ca arie specială de conservare în aprilie 2015.

## Biodiversitate
Situată în ecoregiunea boreală, aria protejată conține 12 habitate naturale: Ape oligotrofe din câmpii nisipoase, cu un conținut foarte redus de minerale (Littorelletalia uniflorae), Lacuri și iazuri distrofice naturale, Cursuri de apă de la nivel de câmpie la nivel montan, cu vegetație Ranunculion fluitantis și Callitricho-Batrachion, Turbării active, Mlaștini turboase de tranziție și turbării mișcătoare, Izvoare fino-scandinave și mlaștini produse de izvoare bogate în minerale, Mlaștini alcaline, Turbării Aapa, Pante stâncoase silicioase cu vegetație casmofită, Taiga vestică, Păduri de conifere pe eskere fluvioglaciare sau legate la acestea, Mlaștini împădurite.
La baza desemnării sitului se află mai multe specii protejate:
- plante (2): Cephalozia macounii, Herzogiella turfacea
- mamifere (2): veveriță zburătoare siberiană (Pteromys volans), Rangifer tarandus fennicus
- nevertebrate (1): Agathidium pulchellum

Pe lângă speciile protejate, pe teritoriul sitului au mai fost identificate 16 specii de plante, 8 specii de păsări, 2 specii de mamifere, 6 specii de nevertebrate, 47 de specii de pești.